# 32. Schützen-Division
Die 32. Schützen-Division (32. SD, auf Russisch 32-я стрелковая дивизия (1-го формирования)) war von 1934 bis 1942 ein militärischer Großverband der Roten Armee.

## Geschichte
Die 32. Schützen-Division wurde 1934 in Wladiwostok als sibirische Schützen-Division aufgestellt und diente als Teil des 39. Schützen-Korps im Militärdistrikt Fernost der UdSSR. Sie nahm dort an einer Reihe von Grenzgefechten an der mandschurischen Grenze in der Nähe des Chassansees teil.
Gliederung 1941
- 17. Schützen-Regiment
- 113. Schützen-Regiment
- 322. Schützen-Regiment
- 133. und 154. Artillerie-Regiment

### Einsatz beim Unternehmen Taifun

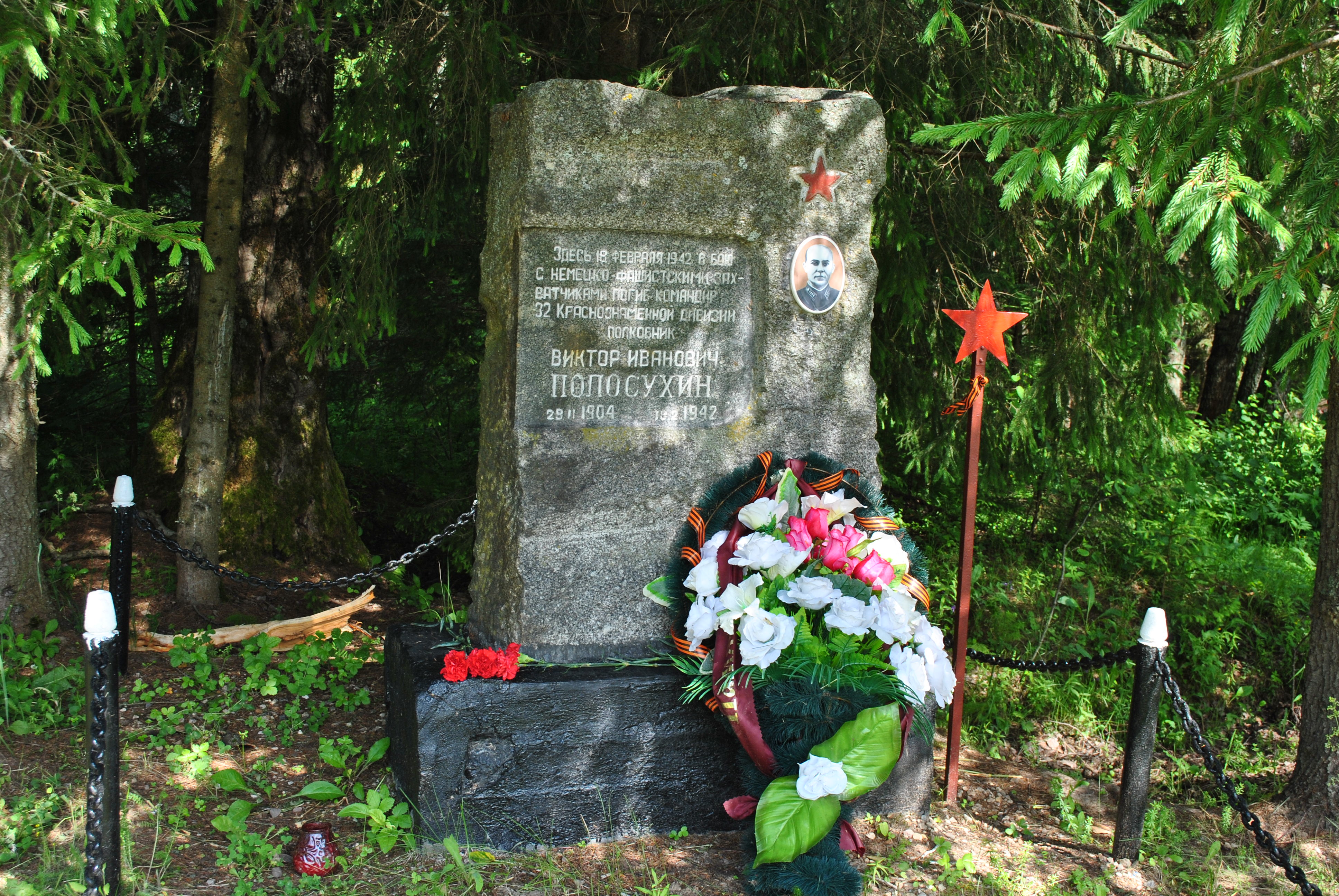
Grabmal von Oberst Polosuchin

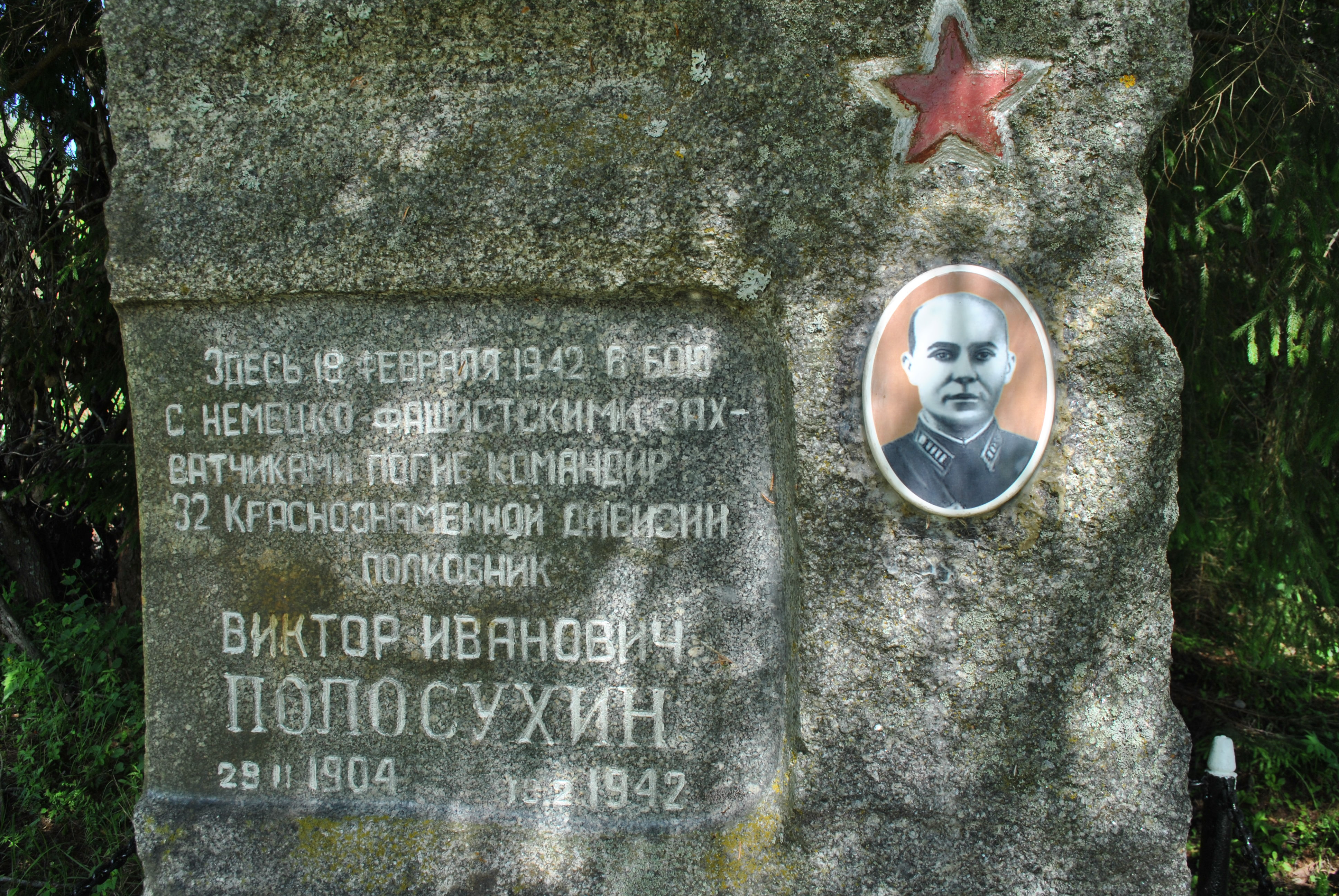
Gedenkstein von Oberst Polosuchin

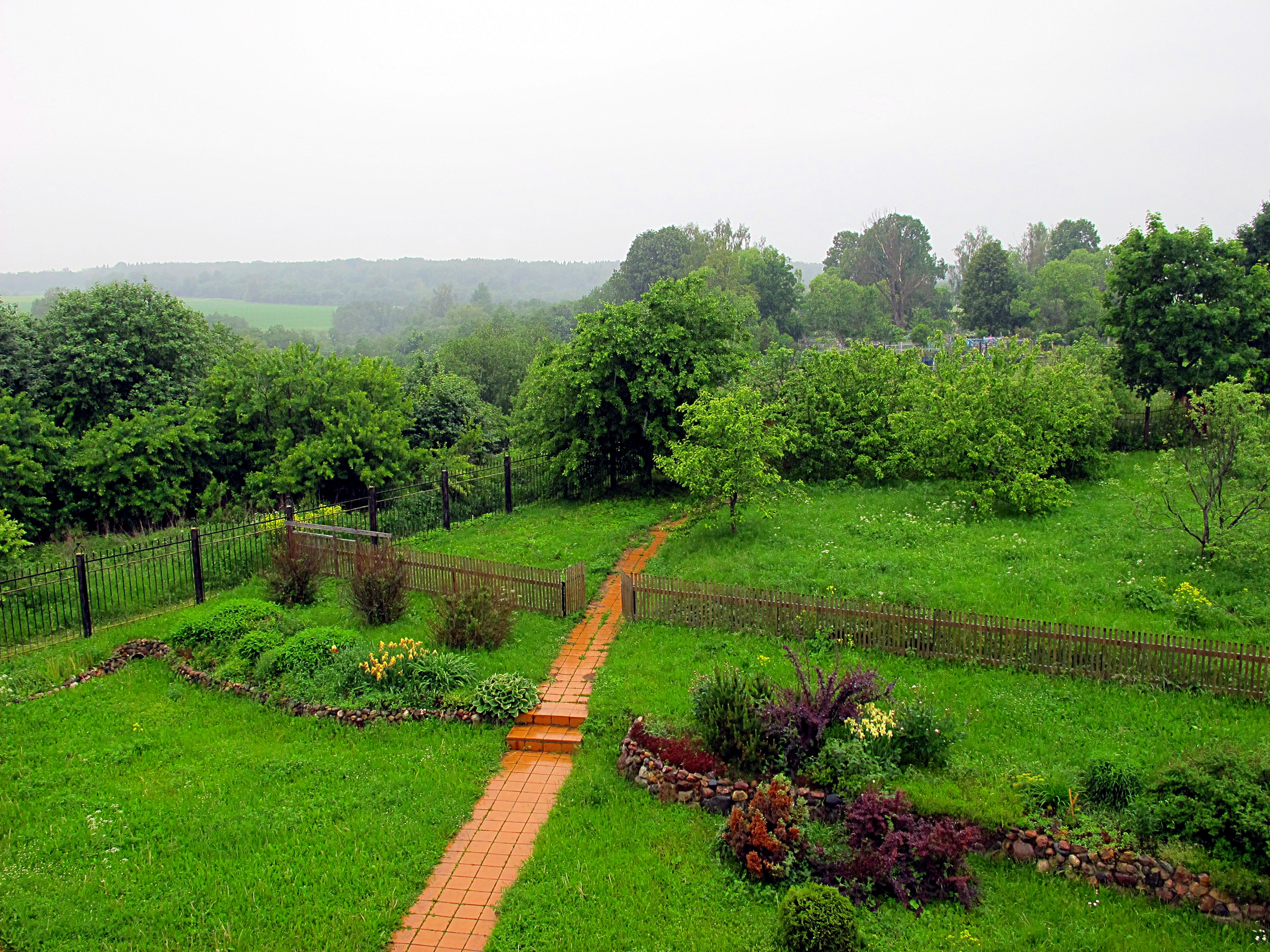
Friedhof in der Ortschaft Borodino

Während die 32. Schützen-Division unter der 25. Armee im Militärdistrikt Fernost diente, griff das Deutsche Reich die Sowjetunion am 22. Juni 1941 an. Die deutsche Heeresgruppe Mitte lag im September vor Smolensk, da Hitler die Einnahme von Kiew zur Sicherung der südlichen Flanke befohlen hatte. Dies erlaubte der Roten Armee, ihre Verteidigung westlich von Moskau aufzubauen. Anfang Oktober 1941 wurde die Offensive auf Moskau im Unternehmen Taifun fortgesetzt. Die 32. Schützen-Division wurde nach Westen befohlen und per Eisenbahn bis an die Verteidigungslinie bei Moschaisk verlegt. Dort befand sich das Zentrum der Ersten Moskauer Verteidigungslinie, die ca. 300 Kilometer von Kalinin bis Kaluga reichte. Oberbefehlshaber der 5. Armee, welche den Abschnitt bei Moschaisk sicherte, war General Dmitri Danilowitsch Leljushenko. Am 10. Oktober 1941 hatten die Vorkommandos der 32. Schützen-Division den Sektor von Borodino, ca. 110 Kilometer vor Moskau, erreicht, wo sie sich zur Verteidigung eingruben. Das Schlachtfeld von Borodino war im September 1812 historischer Schauplatz zwischen Napoleon Bonaparte und dem russischen Zaren.
Oberst Victor Iwanowitsch Polosuchin (* 28. Februar 1904 Nowokusnezk; † 18. Februar 1942 Moschaisk), Kommandeur der 32. Schützen-Division, spekulierte darauf, den deutschen Vorstoß so lange aufzuhalten, bis im rückwärtigen Raum eine weitere Verteidigungslinie errichten werden konnte. Der deutsche Angriff erfolgte mit der 10. Panzer-Division und der SS-Division “Das Reich” am 13. Oktober 1941 mit dem Schwerpunkt bei der Ortschaft Jelnja II im Bereich des 17. Schützen-Regimentes. Die erbittert geführte Schlacht von Borodino hielt fünf Tage vom 13. bis 18. Oktober 1941 an und endete damit, dass die 32. Schützen-Division vollkommen vernichtet wurde.
Moschaisk fiel am 18. Oktober 1941 und die Rote Armee musste sich weiter nach Osten zurückziehen. Durch die verbissene Verteidigung und bis hin zur Mythenbildung verklärte „Selbstaufopferung“ hatte die 32. Schützen-Division den deutschen Angriffsverbänden schwere Verluste zugefügt und den Vormarsch auf Moskau entscheidend verlangsamt.
Die Überlebenden der Division verblieben bis zum November 1941 an der Frontlinie und kämpften in der Winterschlacht um Moskau.

### Umbenennung in 29. Gardeschützen-Division
Nach Weisung der Stawka wurde die 32. Schützen-Division am 24. Mai 1942 in 29. Gardeschützen-Division umbenannt, dem 17. Schützen-Regiment wurde für besondere Tapferkeit der Rotbannerorden verliehen.
Seit Juni 1943 war die Division Teil des 7. Garde-Schützenkorps und kämpfte im Rahmen der 10. Gardearmee (Generalleutnant K. P. Trubnikow) im Raum Spas-Demensk. Während der Jelnja-Dorogobuscher Operation nahm sie mit Truppenteilen der 33. Armee an der Befreiung der Stadt Jelnja teil. Im Oktober 1944 hatte die Division bereits die Ostsee erreicht, wo sie im Verband der 10. Gardearmee (Generalleutnant M. I. Kasakow) an der Rückeroberung Rigas beteiligt war. Von Januar bis Mai 1945 war die Division an der Blockade der Heeresgruppe Kurland beteiligt, letzter Kriegskommandeur der Division war Oberst B. M. Lasarew.

## Nachkriegszeit
Nach dem Zweiten Weltkrieg wurde die 29. Gardeschützen-Division als mechanisierte Division reformiert und 1965 in 144. mot.-Gardeschützen-Division umbenannt. Sie war in Tallinn stationiert.
Nach dem Ende der Sowjetunion wurde die 144. mot.-Gardeschützen-Division nach Jelnja in den Militärdistrikt Moskau zurückgezogen, wo sie als 4944. Basis für die Lagerung von Waffen und Ausrüstung dienen sollte. Es war geplant, sie im Falle einer Krise wieder auf volle Divisionsstärke zurückzubringen. Im Rahmen der russischen Militärreform von 2008 wurde die Einheit aufgelöst.